# Promptuario Trilingüe
El Promptuario trilingüe (o Promtuario trilingüe, en algunes impressions) és un diccionari català-castellà-francès, obra del clergue i mestre de francès Josep Broc (o Broch).

## Contingut i descripció de l'obra
El seu títol complet és Promptuario trilingue, en el que se manifiestan con toda claridad todas las vozes que generalmente sirven pare el Comercio Político, y sociable en los tres Idiomas, Cathalan, Castellano, y Francés, á fin de què los poco instruidos en algunos de los dos primeros, entren con menos dificultad á la inteligencia del tercero. Fou publicat a Barcelona el 1771 per l'impressor Pau Campins.
Es tracta d'una obra breu, de petit format, de butxaca, que constitueix la primera publicació important per a l'aprenentatge del francès a partir català des del diccionari castellà-francès-català de Pere Lacavalleria.
En la seva dedicatòria "Al lector" l'autor indica que la seva finalitat és facilitar a la joventut una obra pràctica que li eviti haver d'acudir als diccionaris o gramàtiques relatives al francès que hi havia a l'època, evitant el dispendi o la dificultat de maneig que li suposarien tals altres obres.
Les paraules són presentades sense ordre alfabètic, a tres columnes (catalanes, castellanes i franceses) seleccionades o agrupades per matèries, com indica, és a dir, pels clàssics grups lògics: 

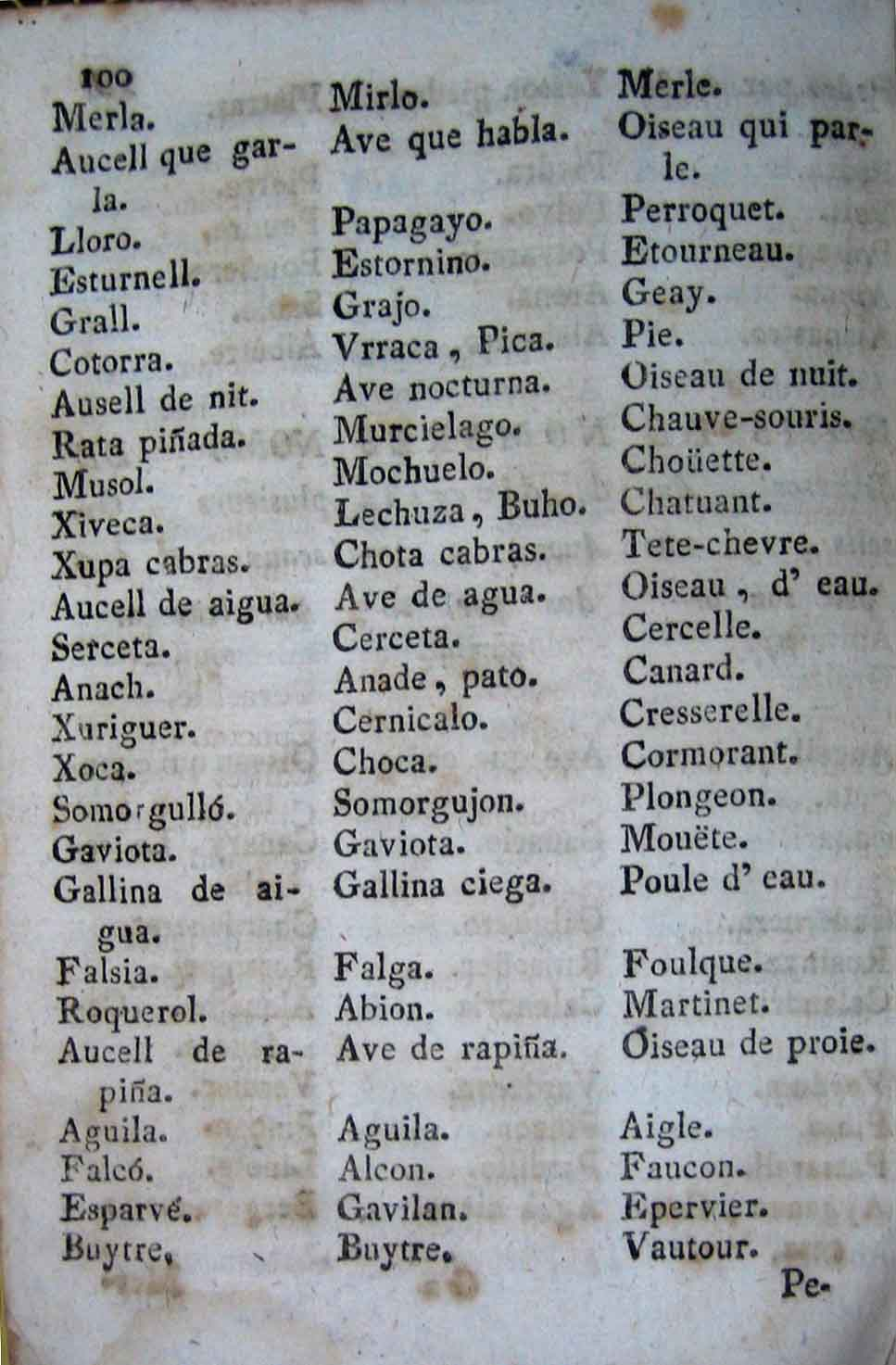
Una pàgina del Promtuario trilingüe, dedicada als ocells

- "Dignitats Espirituals, y altres cosas."
- "Dignitats temporals y altres cosas."
- "Oficials de Justicia."
- "Diversos generos de castichs."
- "Les parts y membres del cos humá, y altres cosas."
- "Vestits per home, y dona, y altres cosas."
- "Las set arts liberals, y algunas ciencias."
- "Graus de Parentela, y altres cosas."
- "La casa y sas parts ab sos mobles."
- "Del menjar, y beurer."
- "De las malaltias del home."
- "De la Guerra, y de la Marina."
- "Noms d'alguns Peixos."
- "Ciutat, Carrers, Plasas, y altres particularitats."
- "Noms de diferents Oficis, y altres cosas."
- "Diferents generos de Cavalls, ab sos adresos."
- "Diferents generos de Arbres, fruitas, plantas, y flors."
- "Metalls minerals, y Pedras preciosas."
- "Dels Elements, y meteoros."
- "Noms de diversos Aucells, y tots per son ordre."
- "Animals domestichs."
- "Animals silvestres, feroces, y amfibios."
- "Animals insectos."
- "Dels temps, y sas parts."
- "Del cel y sos signos."
- "De alguns noms, propris de homes."

Segons els estudis lexicogràfics, es tracta d'una obra d'interès per la gran quantitat de lèxic contrastat que aporta.

## Autor
Josep Broc (també escrit Broch), (segle xviii) fou un clergue i professor de francès català, que el 1771 publicà, a Barcelona, un promptuari lexicogràfic trilingüe, català-castellà-francès titulat Promptuario trilingue, en el que se manifiestan con toda claridad todas las vozes que generalmente sirven pare el Comercio Político, y sociable en los tres Idiomas, Cathalan, Castellano, y Francés, á fin de què los poco instruidos en algunos de los dos primeros, entren con menos dificultad á la inteligencia del tercero, amb la finalitat d'ensenyar castellà i francès als catalans poc instruïts. En aquesta obra els mots hi són distribuïts en grups lògics i no alfabèticament.